# Nyck de Vries
Hendrik Johannes Nicasius „Nyck” de Vries (ur. 6 lutego 1995 w Sneek) – holenderski kierowca wyścigowy. Mistrz Formuły 2 (2019) i mistrz Formuły E 2020/2021. W sezonie 2023 brał udział w pierwszych dziesięciu rundach mistrzostw świata Formuły 1 w zespole Scuderia AlphaTauri.

## Życiorys

### Karting
De Vries odniósł wiele sukcesów w kartingu. W latach 2008–2009 został mistrzem Niemiec, natomiast w kolejnych dwóch latach sięgał po tytuł mistrza świata. W roku 2009 triumfował w Mistrzostwach Europy. Startował w zespole byłego kierowcy F1 – Włocha Alessandro Zanardiego. Jego wyniki przykuły uwagę brytyjskiego zespołu McLarena, który 10 stycznia 2010 roku przyjął go do programu rozwoju młodych kierowców, natomiast jego menedżerem został Anthony Hamilton.

### Formuła Renault 2.0
W sezonie 2012 de Vries zadebiutuje w serii wyścigów samochodów jednomiejscowych – Europejskiej Formule Renault – w której będzie reprezentował francuską stajnię R-Ace Grand Prix, należącego do jednego z najbardziej utytułowanych zespołów francuskich – ART Grand Prix (obecnie Lotus GP).
W europejskim cyklu Holender już w pierwszym wyścigu dojechał na średnim stopniu podium (w hiszpańskim Alcaniz). Sukces powtórzył w niedzielnej rywalizacji, na węgierskim torze Hungaroring. Punktował łącznie w sześciu wyścigach, a w ostatecznej klasyfikacji zajął 5. miejsce.
W północnoeuropejskiej edycji de Vries wystartował w pięciu rundach. Nyck czterokrotnie meldował się w pierwszej trójce, odnotowując przy tym hattricka w drugim starcie w Assen. Zdobyte punkty sklasyfikowały go na 10. pozycji.
W sezonie 2013 de Vries startował w Europejskiej Formule Renault oraz Alpejskiej Formule Renault 2.0. W edycji europejskiej dwukrotnie zwyciężał i pięciokrotnie stawał na podium. Z dorobkiem 113 punktów został sklasyfikowany na piątej pozycji w klasyfikacji generalnej. W serii alpejskiej był ósmy.
W 2014 roku Holender kontynuował współpracę z fińską ekipą Koiranen GP w mistrzostwach Europejskiego Pucharu Formuły Renault 2.0 oraz Alpejskiej Formuły Renault 2.0. W edycji europejskiej w ciągu czternastu wyścigów, w których wystartował, dziesięciokrotnie stawał na podium, w tym pięciokrotnie na jego najwyższym stopniu. Uzbierane 254 punkty pozwoliły mu zdobyć tytuł mistrza serii. W serii alpejskiej, po dziewięciu zwycięstwach i dwunastu miejscach na podium, jego dorobek punktowy wyniósł trzysta punktów. Z ponad 100 punktową przewagą zapewnił sobie tytuł mistrzowski.

### Formuła Renault 3.5
W sezonie 2015 Holender awansował do Formuły Renault 3.5, nawiązując współpracę z mistrzami serii, francuską stajnią DAMS. Już w drugim starcie, na hiszpańskim torze Alcaniz, zdobył pole position i był bliski zwycięstwa na mokrym torze, jednak na ostatnim nawrocie ostatecznie pokonał go bardziej doświadczony Francuz Matthieu Vaxivière. W dalszej części sezonu Nyck odczuwał fakt, że jest debiutantem i brak mu doświadczenia na podjęcie walki o tytuł mistrzowski. Mocna końcówka sezonu, który zakończył triumfem na hiszpańskim torze Jerez de la Frontera, pozwoliła mu ukończyć sezon na 3. miejscu (najlepszej wśród debiutantów). Holender sześciokrotnie sięgnął po podium i zdobył łącznie 160 punktów.

### Seria GP3
W roku 2016 Nyck podpisał kontrakt z francuską ekipą ART Grand Prix, startującej w GP3. Holender w pierwszych trzech wyścigach sezonu regularnie plasował się w czołowej ósemce, jednak pozostawał w cieniu swoich zespołowych partnerów, walczących o prowadzenie w mistrzostwach – Monakijczyka Charles’a Leclerca oraz Taja Alexandra Albona. Do wyścigu na torze Hungaroring startował z pole position, jednak przez problemy na okrążeniu formującym spadł na koniec stawki. Kłopoty te rzutowały zarazem na jeszcze większe straty do zespołowych partnerów. Po raz pierwszy stanął na podium, zajmując drugie miejsce w sobotnim wyścigu na Hockenheimringu. Po wakacyjnej przerwie odnotował kolejne, tym razem trzecią pozycję w Belgii. Na torze Autodromo Nazionale di Monza, w niedzielny poranek, po raz pierwszy w karierze odniósł zwycięstwo. Słaby weekend na Sepang sprawił jednak, że spadł w klasyfikacji za kierowców Ardenu – Brytyjczyków Jake’a Dennisa oraz Jacka Aitkena. De Vries wygrał ostatni sobotni wyścig sezonu na torze Yas Marina i miał szansę powrócić przed rywali, jednak drugi wyścig nie poszedł po jego myśli i zajął dopiero jedenastą lokatę. Ostatecznie zmagania zakończył na 6. miejscu.

### Formuła 2
W sezonie 2017 De Vries zadebiutował w przedsionku Formuły 1 – Formuły 2. Holender startował we włoskiej ekipie Rapax. Pierwszy wyścig na torze w Bahrajnie zakończył na dziesiątej lokacie. W drugim z kolei awansował na szóste miejsce. Na hiszpańskim torze w Katalonii Nyck ponownie był dziesiąty w sobotniej rywalizacji. W niedzielę wycofał się ze zmagań po kolizji z Włochem Antonio Fuoco. Po nieudanych kwalifikacjach na ulicznym torze w Monte Carlo, w których był czternasty, zdołał awansować na siódmą pozycję. Dzień później wyprzedził na trzecim okrążeniu Wenezuelczyka Johnny’ego Cecotto i z przewagą ponad dziewięciu sekund sięgnął po pierwsze zwycięstwo w karierze. Na azerskim torze w Baku pokonał Kanadyjczyka Nicholasa Latifiego w pojedynku o drugą lokatę w sobotnim wyścigu. W niedzielnym nie dojechał do mety po uszkodzeniu pojazdu. Runda na austriackim Red Bull Ringu była dla Holendra nieudana – będąc na szóstej pozycji na starcie, nie ruszył z miejsca na okrążeniu formującym. Po starcie z alei serwisowej, zdołał awansować na trzynaste miejsce. W drugim starcie pod koniec rywalizacji zaliczył kolizję z Rumunem Robertem Vișoiu i nie dojechał do mety. Na starcie pierwszego wyścigu, na brytyjskim torze Silverstone, De Vriesowi po raz kolejny zgasł silnik. Tym razem jednak nie zdołał już wyjechać na tor. Niedzielny start był jednak popisem w wykonaniu Holendra, gdyż zdołał awansować z końca stawki na siódme miejsce. Na węgierskim torze Hungaroring Nyck odnotował najlepszy weekend w sezonie. W obu wyścigach przekroczył linię mety jako trzeci. W trakcie wakacyjnej przerwy dość niespodziewanie zamienił się fotelami ze Szwajcarem Louisem Delétrazem. W hiszpańskiej ekipie Racing Engineering, na belgijskim obiekcie Spa-Francorchamps, ponownie zaliczył udany weekend. W pierwszym starcie dojechał piąty, natomiast w drugim po raz piąty stanął na podium. Drugą lokatę zdobył po bezpośrednim pojedynku z Francuzem Normanem Nato. Dodatkowo otrzymał dwa punkty za uzyskanie najszybszego okrążenia wyścigu. Był to jednak ostatni finisz w pierwszej trójce Holendra. Na włoskim torze Monza Holender walczył o zwycięstwo w deszczowych warunkach z Włochem Lucą Ghiotto oraz Monakijczykiem Charles’em Leclerkiem. W wyniku kolizji z tym drugim przebił jednak oponę i spadł w głąb stawki. Ostatecznie dojechał na osiemnastej lokacie. W niedzielnej rywalizacji zdołał awansować na dwunaste miejsce. Sobotni start na hiszpańskim torze Jerez de la Frontera nie był udany dla Nycka, który dojechał dopiero na trzynastej pozycji. W niedzielnej rywalizacji jednak zanotował znakomity awans na szóste miejsce, w trakcie którego po drodze wykręcił najszybsze okrążenie wyścigu. W finałowej eliminacji, na torze Yas Marina w Abu Zabi, wyścig główny zakończył tuż za podium – dojechał 1,5 sekundy za trzecim Ghiotto. W ostatnim wyścigu sezonu Holender stracił tempo na przestrzeni wyścigu i ostatecznie finiszował dziewiąty. Zdobyte na przestrzeni dwudziestu dwóch wyścigów sto czternaście punktów pozwoliły Nyckowi zajął 7. miejsce w końcowej klasyfikacji.
W roku 2018 zajął miejsce Leclerca we włoskim zespole Prema Racing. Pierwszy wyścig sezonu w Bahrajnie zakończył na szóstym miejscu po starcie z czwartego pola. W niedzielę objął prowadzenie po starcie, jednak po zmianie opon nie prezentował zbyt wysokiego tempa, w efekcie czego wyścig zakończył na piątej pozycji. W sobotniej rywalizacji w Baku stracił szansę na podium po tym, jak zblokował koła w pierwszym zakręcie i wywiózł na pobocze Brytyjczyka George’a Russella. Nazajutrz popisał się znakomitą jazdą, co w połączeniu z neutralizacją we właściwych momentach, zaowocowało drugim miejsce na mecie (za Russellem). Na hiszpańskim torze pod Barceloną Nyck zakwalifikował się do sobotniego wyścigu na drugiej pozycji. Na starcie stracił pozycję na rzecz Russella, z którym niemal do końca wyścigu walczył o zwycięstwo. Pod koniec rywalizacji zużyte opony o mało nie pozbawiły go drugiej lokaty na rzecz innego z reprezentantów Wielkiej Brytanii, Lando Norrisa. Ostatecznie po raz drugi z rzędu stanął na średnim stopniu podium. Dzień później popełnił błąd, w konsekwencji czego zakończył wyścig w żwirze. Na krętych ulicach Monte Carlo ponownie startował z drugiej pozycji. Po starcie jednak zderzył się ze zdobywcą pole position, Tajem Alexem Albonem, w efekcie czego odpadł z rywalizacji. Niedzielnego wyścigu również nie zaczął najlepiej, gdyż nie ruszył do okrążenia formującego. Zmagania obfitowały jednak w wiele zwrotów akcji, dzięki czemu dojechał na dziewiątej pozycji. W pierwszym starcie, na francuskim torze Paul Ricard Circuit, dojechał na piątym miejscu po starcie z ósmego pola. W niedzielę wykorzystał słaby start Japończyka Tadasuke Makino i jechał za Nicholasem Latifim oraz Louisem Delétrazem. Kiedy uporał się z Kanadyjczykiem, ruszył w pogoń za Szwajcarem. Holender przeprowadził skuteczny atak na trzynastym okrążeniu, po czym pewnie dojechał do mety z przewagą pięciu sekund. Na austriackim Red Bull Ringu do sobotniego wyścigu startował z dziewiątej pozycji. Na starcie przebił oponę na skutek kolizji. Uszkodzenia pojazdu zmusiły De Vriesa do wycofania z rywalizacji. W niedzielnym starcie zdołał awansować na czternaste miejsce. Kwalifikacje na Silverstone okazały się jeszcze mniej udane, gdyż uzyskał dopiero jedenasty czas. W wyścigu zdołał awansować na siódmą lokatę. W drugim starcie przez większość czasu jechał drugi za Niemcem Maximiliana Günthera. Okres neutralizacji sprawił jednak, że Holender stracił tempo, w efekcie czego spadł na siódmą pozycję. Dzięki karze pięciu sekund dla Włocha Luki Ghiotto awansował jednak na szóste miejsce. Na węgierskim Hungaroringu Nyck zakwalifikował się na trzeciej pozycji. W wyścigu w zmiennych warunkach awansował po starcie na drugie miejsce. Po zmianie opon z deszczowych na slicki prezentował znakomite tempo na przesychającym torze. Zredukował 14-sekundową stratę do Norrisa, by ostatecznie dojechać przed nim z przewagą aż szesnastu sekund. W niedzielę Holender zdołał przebić się do czołówki, jednak problemy z oponami pod koniec rywalizacji sprawiły, że dojechał na siódmej pozycji. Na belgijskim torze Spa-Francorchamps Nyck po raz pierwszy w sezonie wywalczył pole position. W wyścigu prezentował rewelacyjne tempo, dzięki czemu do okresu obowiązkowych postojów posiadał siedem sekund przewagi nad Russellem. De Vriesowi w pewnym zwycięstwie nie przeszkodziła nawet neutralizacja. W niedzielę Holender popisał się znakomitym startem, dzięki czemu awansował na trzecie miejsce. Po pięciu okrążeniach znalazł się przed Ghiotto. Pod koniec rywalizacji jego opony mocno odczuły trudy wyścigu, w konsekwencji czego stracił podium na rzecz Norrisa i Rosjanina Artioma Markelowa na dwa okrążenia przed końcem. Na włoskim torze Monza odnotował nieudane kwalifikacje, które zakończył na jedenastej pozycji. W wyścigu jego tempo również nie należało do najlepszych. Ostatecznie start zakończył na dziewiątym miejscu. Niedzielny wyścig był jeszcze mniej udany. W wyniku problemów technicznych został zdublowany i dojechał na ostatniej czternastej lokacie. Na rosyjskim torze w Soczi Nyck wywalczył drugie w sezonie pole position. Holender prowadził do wizyty w boksach. Pitstop nie poszedł jednak po myśli mechaników, w konsekwencji czego stracił prowadzenie. Jadąc na drugim miejscu, De Vries natknął się na dublowanego Hindusa, Arjuna Mainiego, który w niefrasobliwy sposób oddawał pozycję. W konsekwencji Holender zblokował opony, w konsekwencji czego stracił tempo i pozycję na rzecz Latifiego. Ostatecznie wyścig zakończył jako trzeci. Niedzielny start przebiegał w zmiennych warunkach. Nyck awansował w wyścigu, wywalczając czwartą pozycję kosztem Markelowa na dwa okrążenia przed końcem rywalizacji. W trakcie sesji kwalifikacyjnej do wyścigu w Abu Zabi De Vries startował z drugiej pozycji. Na starcie wyprzedził Russella, jednak po wizycie w boksach stracił prowadzenie. Z pit-lane wyjechał tuż obok Brytyjczyka i walczył koło w koło. Nie miał jednak szans skontrować rywala, gdyż nie miał jeszcze dogrzanych opon. Holender nie był w stanie utrzymać tempa nowego mistrza serii, a na dodatek został wyprzedzony przez Markelowa i Ghiotto. Ostatecznie dojechał czwarty i na takiej też zakończył sezon. W jego trakcie zgromadził 202 punkty.
W roku 2019 zajął miejsce Russella we francuskiej ekipie ART Grand Prix. W pierwszej sesji kwalifikacyjnej, na torze Sakhir, wywalczył trzecie miejsce. Holender po starcie spadł na dwunastą pozycję. Pomimo narzekania na pracę silnika, był w stanie włączyć się do walki o wysoko punktowane miejsca. Ostatecznie dojechał na szóstym miejscu. W niedzielę walczył przez pewien czas o czwarte miejsce, jednak ostatecznie linię mety przeciął jako siódmy. Kwalifikacje w Baku zakończył na drugiej pozycji. Nyck popisał się znakomitym startem i tempem wyścigowym, dzięki czemu bo boksów zjeżdżał z przewagą sześciu sekund. Problemy z założeniem lewego przedniego koła zniweczyły jednak jego starania. Ostatecznie w pełnym chaosu wyścigu zdołał dojechać na drugiej pozycji. Dzień później pojedynkował się z Brytyjczykiem Jackiem Aitkenem o trzecią lokatę. Ostatecznie linię mety przeciął jako czwarty. Do sobotniego wyścigu w Katalonii ruszał z czwartego pola. Alternatywna strategia polegająca na opóźnieniu pitstopu okazała się nietrafiona, w efekcie czego Holender wyścig zakończył na piątym miejscu. Na starcie niedzielnej rywalizacji awansował z czwartej na drugą lokatę. Na ósmym okrążeniu przeprowadził skuteczny atak na Francuza Anthoine’a Huberta, by ostatecznie sięgnąć po pierwszą wygraną w sezonie. Na torze Monte Carlo po starcie z pole position De Vries sięgnął po drugie zwycięstwo z rzędu. Nie przeszkodziła mu w tym czerwona flaga, która została wywalczona po kolizji Niemca Micka Schumachera z Kolumbijką Tatianą Calderón. W niedzielnym wyścigu dojechał na siódmym miejscu. Na francuskim torze Paul Ricard wywalczył czwartą pozycję w kwalifikacjach. Holender popisał się rewelacyjnym startem, dzięki czemu objął prowadzenie już po pierwszym zakręcie. Ostatecznie pewnie przeciął linię mety. Dopiero piąta lokata Latifiego sprawiła, że Nyck po raz pierwszy znalazł się na czele klasyfikacji generalnej mistrzostw. W niedzielnym starcie kierowca ART Grand Prix nie prezentował wysokiego tempa, w konsekwencji czego dojechał na niepunktowanej dziewiątej lokacie. Na austriackim Red Bull Ringu Holender po starcie z pierwszego pola pewnie prowadził wyścig do zmiany opon. W trakcie drugiego stintu narzekał na nadmierną degradację ogumienia, w efekcie czego dojechał na trzecim miejscu, za Matsushitą i Ghiotto. Linię mety przeciął tuż przed Hubertem, który także prezentował lepsze tempo. W niedzielnym starcie Nyck ponownie był najszybszym zawodnikiem w początkowej fazie wyścigu, dzięki czemu już na trzecim okrążeniu znalazł się na czele. Omyłkowo jednak nacisnął limiter dla pitlane w czwartym zakręcie, w konsekwencji czego spadł na piąte miejsce. Ostatecznie zdołał stanąć na najniższym stopniu podium. Na torze Silverstone sobotni wyścig rozpoczął z siódmej pozycji. Holender awansował w początkowej fazie rywalizacji, jednak pod koniec ponownie narzekał na ogumienie. W efekcie linię mety przeciął jako szósty. W niedzielę De Vries dojechał na trzeciej lokacie, do końca zmagań będąc pod presją Brytyjczyka Calluma Ilotta. Na Hungaroringu Holender wywalczył pole position. Po starcie jednak stracił pozycję lidera w trzecim zakręcie na rzecz Latifiego. Mimo próby podcięcia rywala, ostatecznie musiał uznać jego wyższość. W niedzielnym wyścigu Holender ponownie walczył ze swoim najgroźniejszym rywalem w walce o tytuł. Tym razem okazał się lepszy, przecinając linię mety na szóstym miejscu. Do wyścigu na Spa-Francorchamps ponownie startował z pierwszego pola. Wyścigi zostały jednak odwołane, gdyż w pierwszej fazie sobotniej rywalizacji doszło do śmiertelnego wypadku Huberta po kraksie z Amerykaninem Juanem Manuelem Correą. Sobotni start na Monzie rozpoczął z końca stawki po anulowaniu czwartego czasu z powodu zbyt małej ilości paliwa podczas kontroli technicznej. Holender zaprezentował jednak rewelacyjne tempo. Już na dziewiątym okrążeniu znajdował się na szóstym miejscu. W dalszej fazie wyścigu zniwelował sześć sekund do rywali, dzięki czemu wyszedł na drugą lokatę. Ostatecznie linię mety przeciął jako trzeci, gdyż w końcowej fazie rywalizacji wyprzedził go również mocny, aczkolwiek pechowy w ten weekend, Ghiotto. Niedzielny wyścig Holendra obfitował jeszcze w więcej zdarzeń. Najpierw w pierwszym zakręcie Nyck zblokował koła i musiał ratować się przed kraksą ucieczką w trawę. Później miał kontakt z Ghiotto, w efekcie której Włoch i Brazylijczyk Sérgio Sette Câmara zakończyli rywalizację. Holender uniknął poważniejszych konsekwencji, dzięki czemu stanął na najniższym stopniu podium. Nieudany weekend Latifiego sprawił, że De Vries stał przed szansą sięgnięcia po tytuł już na rosyjskim torze w Soczi. Nyck przypieczętował mistrzostwo w najlepszy możliwy sposób – wywalczył pole position, by następnie pewnie sięgnąć po zwycięstwo przed głównym rywalem w tej walce, Nicholasem Latifim. Holender sukces osiągnął na trzy wyścigi przed zakończeniem sezonu. Niedzielny start był potwierdzeniem tegorocznej formy De Vriesa. Do końca wyścigu walczył o zwycięstwo z Ghiotto, który kontrował Holendra dzięki cieniowi aerodynamicznemu. Ostatecznie dojechał niecałą sekundę za Włochem. Sezon zakończony został tradycyjnie na torze Yas Marina w Abu Zabi. Holender kwalifikacje zakończył na szóstym miejscu. W obu wyścigach jechał jednak wyraźnie rozluźniony po osiągniętym sukcesie, w konsekwencji czego linię mety przeciął jako trzynasty. Warto zaznaczyć, że był już po jednej rundzie w Formule E. Ostatecznie sezon zakończył z dorobkiem 266 punktów.

### FIA World Endurance Championship
W 2018 roku Nyck po raz pierwszy miał styczność z Mistrzostwami Świata Wyścigów Długodystansowych. Zadebiutował w zespole klasy LMP2 – Racing Team Nederland 	Netherlands. Jego zespołowymi partnerami byli rodacy, Giedo van der Garde oraz Frits van Eerd. W pierwszym sezonie startów wystartował w sześciu z ośmiu rozegranych rund serii. Poza wyścigiem na japońskim torze Fuji Speedway, gdzie był siódmy, każdy z wyścigów kończył na piątym miejscu. Dorobek 64 punktów uplasował go na 9. miejscu w klasyfikacji LMP2. W czerwcu wystartował także w 24-godzinnym wyścigu Le Mans, w którym dojechał na 36. pozycji w klasyfikacji ogólnej (15. w LMP2).
W drugim sezonie współpracy sięgnął po zwycięstwo na Fuji Speedway.

### Formuła E
Po braku szans na angaż w którymś z zespołów Formuły 1, De Vries przyjął ofertę Mercedesa na starty w ich zespole fabrycznym w Formule E u boku Belga Stoffela Vandoorne'a. W pierwszej rundzie, na torze w Arabii Saudyjskiej, rywalizację zakończył na szóstym i trzynastym miejscu.

### Formuła 1
Zadebiutował w 16 rundzie sezonu 2022 podczas Grand Prix Włoch, zastępując Alexa Albona. W swoim debiucie zajął 9 miejsce dające 2 punkty do klasyfikacji. 8 października 2022 ogłoszono informację o dołączeniu de Vriesa do zespołu Scuderia AlphaTauri. Holender podpisał jednoroczny kontrakt na sezon 2023. Po jedenastu rundach sezonu 2023, 11 lipca oficjalnie został zwolniony z zespołu Scuderia AlphaTauri ze skutkiem natychmiastowym. Powodem zwolnienia były słabe wyniki. Zastąpił go Daniel Ricciardo.

## Wyniki

### Podsumowanie
| Legenda oznaczeń w tabelach wyników Wyświetl szablon na nowej stronie | Legenda oznaczeń w tabelach wyników Wyświetl szablon na nowej stronie                                                                     |
| Oznaczenie                                                            | Wyjaśnienie |
| --------------------------------------------------------------------- | --- |
| Złoty                                                                 | Zwycięzca lub mistrzostwo |
| Srebrny                                                               | 2. miejsce lub wicemistrzostwo |
| Brązowy                                                               | 3. miejsce lub II wicemistrzostwo |
| Zielony                                                               | Ukończył, punktował (w klasyfikacji generalnej, gdy zdobył co najmniej jeden punkt na przestrzeni sezonu, poza trzema powyższymi opcjami) |
| Niebieski                                                             | Ukończył, nie punktował (w klasyfikacji generalnej, gdy nie zdobył co najmniej jednego punktu na przestrzeni sezonu)                      |
| Czerwony                                                              | Nie zakwalifikował się (NZ) |
| Czerwony                                                              | Nie prekwalifikował się (NPK) |
| Różowy                                                                | Nie ukończył (NU) |
| Różowy                                                                | Niesklasyfikowany (NS) (w klasyfikacji generalnej, gdy nie został sklasyfikowany w żadnym wyścigu sezonu)                                 |
| Czarny                                                                | Zdyskwalifikowany (DK) |
| Czarny                                                                | Wykluczony (WYK/EX) |
| Biały                                                                 | Nie wystartował (NW) |
| Biały                                                                 | Kontuzjowany (K/INJ) |
| Biały                                                                 | Wyścig odwołany (OD/C) |
| Bez koloru                                                            | Został wycofany (WYC/WD) |
| Bez koloru                                                            | Nie przybył (NP/DNA) |
| Bez koloru                                                            | Nie brał udziału w treningach (NT/DNP) |
| Bez koloru                                                            | Nie został zgłoszony (–) |
| Pogrubienie                                                           | Start z pole position |
| Kursywa                                                               | Najszybsze okrążenie wyścigu |
| †                                                                     | Nie ukończył, ale jego rezultat został zaliczony ze względu na przejechanie więcej niż 90% dystansu wyścigu.                              |
| *                                                                     | Sezon w trakcie |
| 1/2/3                                                                 | Punktowana pozycja w sprincie kwalifikacyjnym                                                                                             |
| Lista systemów punktacji Formuły 1                                    | |

| Sezon   | Seria                                         | Zespół                          | Starty | P1 | PP | NO | Podia | Punkty | Pozycja |
| ------- | --------------------------------------------- | ------------------------------- | ------ | -- | -- | -- | ----- | ------ | ------- |
| 2012    | Europejski Puchar Formuły Renault 2.0         | R Ace GP                        | 14     | 0  | 0  | 1  | 2     | 78     | 5       |
| 2012    | Północnoeuropejski Puchar Formuły Renault 2.0 | R Ace GP                        | 11     | 1  | 1  | 2  | 4     | 166    | 10      |
| 2013    | Europejski Puchar Formuły Renault 2.0         | Koiranen Motorsport             | 14     | 2  | 1  | 2  | 5     | 113    | 5       |
| 2013    | Alpejska Formuła Renault 2.0                  | Koiranen Motorsport             | 6      | 0  | 0  | 0  | 2     | 68     | 8       |
| 2014    | Europejski Puchar Formuły Renault 2.0         | Koiranen GP                     | 14     | 5  | 6  | 5  | 10    | 254    | 1       |
| 2014    | Alpejska Formuła Renault 2.0                  | Koiranen GP                     | 14     | 9  | 8  | 10 | 12    | 300    | 1       |
| 2015    | Formuła Renault 3.5                           | DAMS                            | 17     | 1  | 1  | 1  | 6     | 160    | 3       |
| 2016    | Seria GP3                                     | ART Grand Prix                  | 18     | 2  | 1  | 2  | 5     | 133    | 6       |
| 2017    | Formuła 2                                     | Rapax                           | 13     | 1  | 0  | 0  | 4     | 114    | 7       |
| 2017    | Formuła 2                                     | Racing Engineering              | 8      | 0  | 0  | 2  | 1     | 114    | 7       |
| 2018    | Formuła 2                                     | Pertamina Prema Theodore Racing | 24     | 3  | 2  | 6  | 6     | 202    | 4       |
| 2018–19 | FIA World Endurance Championship – LMP2       | Racing Team Nederland           | 6      | 0  | 0  | 2  | 0     | 64     | 9       |
| 2019    | Formuła 2                                     | ART Grand Prix                  | 22     | 4  | 5  | 3  | 12    | 266    | 1       |
| 2019    | 24h Le Mans – LMP2                            | Racing Team Nederland           | 1      | 0  | 0  | 0  | 0     | N/A    | 15      |
| 2019/20 | Formuła E                                     | Mercedes-EQ Formula E Team      | 11     | 0  | 0  | 0  | 1     | 60     | 11      |
| 2019/20 | FIA World Endurance Championship – LMP2       | Racing Team Nederland           | 6      | 1  | 0  | 2  | 2     | 99     | 10      |
| 2020    | European Le Mans Series – LMP2                | G-Drive Racing                  | 3      | 1  | 0  | 1  | 2     | 43     | 5       |
| 2020/21 | Formuła E                                     | Mercedes-EQ Formula E Team      | 15     | 2  | 1  | 1  | 4     | 99     | 1       |
| 2021    | European Le Mans Series – LMP2                | G-Drive Racing                  | 5      | 1  | 1  | 0  | 2     | 67     | 5       |
| 2021    | FIA World Endurance Championship – LMP2       | G-Drive Racing                  | 2      | 0  | 0  | 0  | 0     | 15     | 19      |
| 2021    | FIA World Endurance Championship – LMP2       | Racing Team Nederland           | 1      | 0  | 0  | 0  | 1     | 15     | 19      |
| 2022    | Formuła E                                     | Mercedes-EQ Formula E Team      | 16     | 2  | 1  | 1  | 3     | 106    | 9       |
| 2022    | Formuła 1                                     | Williams Racing                 | 1      | 0  | 0  | 0  | 0     | 2      | 21      |
| 2023    | Formuła 1                                     | Scuderia AlphaTauri             | 10     | 0  | 0  | 0  | 0     | 0      | 22      |

### Formuła Renault 3.5
| Rok  | Zespół | Wyniki w poszczególnych eliminacjach | Wyniki w poszczególnych eliminacjach | Wyniki w poszczególnych eliminacjach | Wyniki w poszczególnych eliminacjach | Wyniki w poszczególnych eliminacjach | Wyniki w poszczególnych eliminacjach | Wyniki w poszczególnych eliminacjach | Wyniki w poszczególnych eliminacjach | Wyniki w poszczególnych eliminacjach | Wyniki w poszczególnych eliminacjach | Wyniki w poszczególnych eliminacjach | Wyniki w poszczególnych eliminacjach | Wyniki w poszczególnych eliminacjach | Wyniki w poszczególnych eliminacjach | Wyniki w poszczególnych eliminacjach | Wyniki w poszczególnych eliminacjach | Wyniki w poszczególnych eliminacjach | Punkty | Pozycja |
| ---- | ------ | ------------------------------------ | ------------------------------------ | ------------------------------------ | ------------------------------------ | ------------------------------------ | ------------------------------------ | ------------------------------------ | ------------------------------------ | ------------------------------------ | ------------------------------------ | ------------------------------------ | ------------------------------------ | ------------------------------------ | ------------------------------------ | ------------------------------------ | ------------------------------------ | ------------------------------------ | ------ | ------- |
| 2015 | DAMS   | ARA                                  | ARA                                  | MCO                                  | SPA                                  | SPA                                  | HUN                                  | HUN                                  | RBR                                  | RBR                                  | SIL                                  | SIL                                  | NÜR                                  | NÜR                                  | BUG                                  | BUG                                  | JER                                  | JER                                  | 160    | 3       |
| 2015 | DAMS   | 7                                    | 2                                    | 11                                   | 9                                    | 2                                    | 11                                   | 9                                    | 3                                    | 5                                    | 4                                    | NU                                   | 2                                    | 3                                    | 7                                    | 10                                   | 4                                    | 1                                    | 160    | 3       |

### GP3
| Rok  | Zespół         | Wyniki w poszczególnych eliminacjach | Wyniki w poszczególnych eliminacjach | Wyniki w poszczególnych eliminacjach | Wyniki w poszczególnych eliminacjach | Wyniki w poszczególnych eliminacjach | Wyniki w poszczególnych eliminacjach | Wyniki w poszczególnych eliminacjach | Wyniki w poszczególnych eliminacjach | Wyniki w poszczególnych eliminacjach | Wyniki w poszczególnych eliminacjach | Wyniki w poszczególnych eliminacjach | Wyniki w poszczególnych eliminacjach | Wyniki w poszczególnych eliminacjach | Wyniki w poszczególnych eliminacjach | Wyniki w poszczególnych eliminacjach | Wyniki w poszczególnych eliminacjach | Wyniki w poszczególnych eliminacjach | Wyniki w poszczególnych eliminacjach | Punkty | Pozycja |
| ---- | -------------- | ------------------------------------ | ------------------------------------ | ------------------------------------ | ------------------------------------ | ------------------------------------ | ------------------------------------ | ------------------------------------ | ------------------------------------ | ------------------------------------ | ------------------------------------ | ------------------------------------ | ------------------------------------ | ------------------------------------ | ------------------------------------ | ------------------------------------ | ------------------------------------ | ------------------------------------ | ------------------------------------ | ------ | ------- |
| 2016 | ART Grand Prix | CAT                                  | CAT                                  | RBR                                  | RBR                                  | SIL                                  | SIL                                  | HUN                                  | HUN                                  | HOC                                  | HOC                                  | SPA                                  | SPA                                  | MNZ                                  | MNZ                                  | SEP                                  | SEP                                  | YAS                                  | YAS                                  | 133    | 6       |
| 2016 | ART Grand Prix | 9                                    | 5                                    | 3                                    | 4                                    | 5                                    | 8                                    | 20                                   | 13                                   | 2                                    | 8                                    | 3                                    | 8                                    | 7                                    | 1                                    | 13                                   | 6                                    | 1                                    | 11                                   | 133    | 6       |

### Formuła 2
| Rok  | Zespół                          | Wyniki w poszczególnych eliminacjach | Wyniki w poszczególnych eliminacjach | Wyniki w poszczególnych eliminacjach | Wyniki w poszczególnych eliminacjach | Wyniki w poszczególnych eliminacjach | Wyniki w poszczególnych eliminacjach | Wyniki w poszczególnych eliminacjach | Wyniki w poszczególnych eliminacjach | Wyniki w poszczególnych eliminacjach | Wyniki w poszczególnych eliminacjach | Wyniki w poszczególnych eliminacjach | Wyniki w poszczególnych eliminacjach | Wyniki w poszczególnych eliminacjach | Wyniki w poszczególnych eliminacjach | Wyniki w poszczególnych eliminacjach | Wyniki w poszczególnych eliminacjach | Wyniki w poszczególnych eliminacjach | Wyniki w poszczególnych eliminacjach | Wyniki w poszczególnych eliminacjach | Wyniki w poszczególnych eliminacjach | Wyniki w poszczególnych eliminacjach | Wyniki w poszczególnych eliminacjach | Wyniki w poszczególnych eliminacjach | Wyniki w poszczególnych eliminacjach | Punkty | Pozycja |
| ---- | ------------------------------- | ------------------------------------ | ------------------------------------ | ------------------------------------ | ------------------------------------ | ------------------------------------ | ------------------------------------ | ------------------------------------ | ------------------------------------ | ------------------------------------ | ------------------------------------ | ------------------------------------ | ------------------------------------ | ------------------------------------ | ------------------------------------ | ------------------------------------ | ------------------------------------ | ------------------------------------ | ------------------------------------ | ------------------------------------ | ------------------------------------ | ------------------------------------ | ------------------------------------ | ------------------------------------ | ------------------------------------ | ------ | ------- |
| 2017 | Rapax                           | BHR                                  | BHR                                  | CAT                                  | CAT                                  | MCO                                  | MCO                                  | BAK                                  | BAK                                  | RBR                                  | RBR                                  | SIL                                  | SIL                                  | HUN                                  | HUN                                  | SPA                                  | SPA                                  | MON                                  | MON                                  | JER                                  | JER                                  | YAS                                  | YAS                                  |                                      |                                      | 114    | 7       |
| 2017 | Rapax                           | 10                                   | 6                                    | 10                                   | NU                                   | 7                                    | 1                                    | 2                                    | NU                                   | 13                                   | 16†                                  | NW                                   | 7                                    | 3                                    | 3                                    | –                                    | –                                    | –                                    | –                                    | –                                    | –                                    | –                                    | –                                    |                                      |                                      | 114    | 7       |
| 2017 | Racing Engineering              | –                                    | –                                    | –                                    | –                                    | –                                    | –                                    | –                                    | –                                    | –                                    | –                                    | –                                    | –                                    | –                                    | –                                    | 5                                    | 2                                    | 18†                                  | 12                                   | 13                                   | 6                                    | 4                                    | 9                                    |                                      |                                      | 114    | 7       |
| 2018 | Petramina Prema Theodore Racing | BHR                                  | BHR                                  | BAK                                  | BAK                                  | CAT                                  | CAT                                  | MCO                                  | MCO                                  | LEC                                  | LEC                                  | RBR                                  | RBR                                  | SIL                                  | SIL                                  | HUN                                  | HUN                                  | SPA                                  | SPA                                  | MNZ                                  | MNZ                                  | SOC                                  | SOC                                  | YAS                                  | YAS                                  | 202    | 4       |
| 2018 | Petramina Prema Theodore Racing | 6                                    | 5                                    | NU                                   | 2                                    | 2                                    | NU                                   | NU                                   | 9                                    | 5                                    | 1                                    | NU                                   | 14                                   | 7                                    | 6                                    | 1                                    | 7                                    | 1                                    | 4                                    | 9                                    | 17                                   | 3                                    | 4                                    | 4                                    | 5                                    | 202    | 4       |
| 2019 | ART Grand Prix                  | BHR                                  | BHR                                  | BAK                                  | BAK                                  | BAR                                  | BAR                                  | MCO                                  | MCO                                  | LEC                                  | LEC                                  | RBR                                  | RBR                                  | SIL                                  | SIL                                  | HUN                                  | HUN                                  | SPA                                  | SPA                                  | MNZ                                  | MNZ                                  | SOC                                  | SOC                                  | YAS                                  | YAS                                  | 266    | 1       |
| 2019 | ART Grand Prix                  | 6                                    | 7                                    | 2                                    | 4                                    | 5                                    | 1                                    | 1                                    | 7                                    | 1                                    | 10                                   | 3                                    | 3                                    | 6                                    | 3                                    | 2                                    | 6                                    | OD                                   | OD                                   | 3                                    | 3                                    | 1                                    | 2                                    | 13                                   | 13                                   | 266    | 1       |

### World Endurance Championship
| Rok     | Klasa | Zespół                | Wyniki w poszczególnych eliminacjach | Wyniki w poszczególnych eliminacjach | Wyniki w poszczególnych eliminacjach | Wyniki w poszczególnych eliminacjach | Wyniki w poszczególnych eliminacjach | Wyniki w poszczególnych eliminacjach | Wyniki w poszczególnych eliminacjach | Wyniki w poszczególnych eliminacjach | Punkty | Pozycja |
| ------- | ----- | --------------------- | ------------------------------------ | ------------------------------------ | ------------------------------------ | ------------------------------------ | ------------------------------------ | ------------------------------------ | ------------------------------------ | ------------------------------------ | ------ | ------- |
| 2018/19 | LMP2  | Racing Team Nederland | SPA                                  | LMS                                  | SIL                                  | FUJ                                  | SHA                                  | SEB                                  | SPA                                  | LMS                                  | 64     | 9       |
| 2018/19 | LMP2  | Racing Team Nederland | –                                    | –                                    | 5                                    | 7                                    | 5                                    | 5                                    | 6                                    | 5                                    | 64     | 9       |
| 2019/20 | LMP2  | Racing Team Nederland | SPA                                  | FUJ                                  | SHA                                  | BHR                                  | COA                                  | SPA                                  | LMS                                  | BHR                                  | 99     | 10      |
| 2019/20 | LMP2  | Racing Team Nederland | –                                    | 1                                    | 5                                    | 5                                    | 5                                    | –                                    | 6                                    | 3                                    | 99     | 10      |
| 2021    |       |                       | SPA                                  | ALG                                  | MNZ                                  | LMS                                  | BHR                                  | BHR                                  |                                      |                                      | 15     | 19      |
| 2021    | LMP2  | G-Drive Racing        | NU‡                                  | –                                    | –                                    | 7‡                                   | –                                    | –                                    |                                      |                                      | 15     | 19      |
| 2021    | LMP2  | Racing Team Nederland | –                                    | –                                    | 3                                    | –                                    | –                                    | –                                    |                                      |                                      | 15     | 19      |

‡ – Zgłoszony jako kierowca gościnny, wyniki nie były zaliczane do klasyfikacji generalnej.

### 24h Le Mans
| Rok  | Zespół                | Klasa | Pozostali kierowcy                 | Samochód     | Silnik                | Okrążenia | Pozycja | Pozycja w klasie |
| ---- | --------------------- | ----- | ---------------------------------- | ------------ | --------------------- | --------- | ------- | ---------------- |
| 2019 | Team Racing Nederland | LMP2  | Giedo van der Garde Frits van Eerd | Dallara P217 | Gibson GK428 4.2 L V8 | 340       | 26      | 15               |
| 2020 | Team Racing Nederland | LMP2  | Giedo van der Garde Frits van Eerd | Oreca 07     | Gibson GK428 4.2 L V8 | 349       | 19      | 15               |
| 2021 | G-Drive Racing        | LMP2  | Roman Rusinow Franco Colapinto     | Aurus 01     | Gibson GK428 4.2 L V8 | 358       | 12      | 7                |

### Formuła E
| Rok     | Zespół                          | Wyniki w poszczególnych eliminacjach | Wyniki w poszczególnych eliminacjach | Wyniki w poszczególnych eliminacjach | Wyniki w poszczególnych eliminacjach | Wyniki w poszczególnych eliminacjach | Wyniki w poszczególnych eliminacjach | Wyniki w poszczególnych eliminacjach | Wyniki w poszczególnych eliminacjach | Wyniki w poszczególnych eliminacjach | Wyniki w poszczególnych eliminacjach | Wyniki w poszczególnych eliminacjach | Wyniki w poszczególnych eliminacjach | Wyniki w poszczególnych eliminacjach | Wyniki w poszczególnych eliminacjach | Wyniki w poszczególnych eliminacjach | Wyniki w poszczególnych eliminacjach | Punkty | Pozycja |
| ------- | ------------------------------- | ------------------------------------ | ------------------------------------ | ------------------------------------ | ------------------------------------ | ------------------------------------ | ------------------------------------ | ------------------------------------ | ------------------------------------ | ------------------------------------ | ------------------------------------ | ------------------------------------ | ------------------------------------ | ------------------------------------ | ------------------------------------ | ------------------------------------ | ------------------------------------ | ------ | ------- |
| 2019/20 | Mercedes-Benz EQ Formula E Team | DIR                                  | DIR                                  | SCL                                  | MEX                                  | MRK                                  | BER                                  | BER                                  | BER                                  | BER                                  | BER                                  | BER                                  |                                      |                                      |                                      |                                      |                                      | 60     | 11      |
| 2019/20 | Mercedes-Benz EQ Formula E Team | 6                                    | 16                                   | 5                                    | NU                                   | 11                                   | 4                                    | NU                                   | 18                                   | 4                                    | 14                                   | 2                                    |                                      |                                      |                                      |                                      |                                      | 60     | 11      |
| 2020/21 | Mercedes-EQ Formula E Team      | DIR                                  | DIR                                  | RME                                  | RME                                  | VLC                                  | VLC                                  | MCO                                  | PUE                                  | PUE                                  | NYC                                  | NYC                                  | LDN                                  | LDN                                  | BER                                  | BER                                  |                                      | 99     | 1       |
| 2020/21 | Mercedes-EQ Formula E Team      | 1                                    | 9                                    | NU                                   | NU                                   | 1                                    | 16                                   | NU                                   | 9                                    | NU                                   | 13                                   | 18                                   | 2                                    | 2                                    | 22                                   | 8                                    |                                      | 99     | 1       |
| 2021/22 | Mercedes-EQ Formula E Team      | DIR                                  | DIR                                  | MEX                                  | RME                                  | RME                                  | MCO                                  | BER                                  | BER                                  | JAK                                  | VAN                                  | NYC                                  | NYC                                  | LDN                                  | LDN                                  | SEO                                  | SEO                                  | 65*    | 6*      |
| 2021/22 | Mercedes-EQ Formula E Team      | 1                                    | 10                                   | 6                                    | NU                                   | 14                                   | 10                                   | 10                                   | 1                                    |                                      |                                      |                                      |                                      |                                      |                                      |                                      |                                      | 65*    | 6*      |

* – Sezon w trakcie.

### European Le Mans Series
| Rok  | Klasa | Zespół         | Wyniki w poszczególnych eliminacjach | Wyniki w poszczególnych eliminacjach | Wyniki w poszczególnych eliminacjach | Wyniki w poszczególnych eliminacjach | Wyniki w poszczególnych eliminacjach | Wyniki w poszczególnych eliminacjach | Punkty | Pozycja |
| ---- | ----- | -------------- | ------------------------------------ | ------------------------------------ | ------------------------------------ | ------------------------------------ | ------------------------------------ | ------------------------------------ | ------ | ------- |
| 2020 | LMP2  | G-Drive Racing | LEC                                  | SPA                                  | LEC                                  | MNZ                                  | ALG                                  |                                      | 43     | 5       |
| 2020 | LMP2  | G-Drive Racing | 2                                    | –                                    | –                                    | NU                                   | 1                                    |                                      | 43     | 5       |
| 2021 | LMP2  | G-Drive Racing | CAT                                  | RBR                                  | LEC                                  | MNZ                                  | SPA                                  | ALG                                  | 67     | 5       |
| 2021 | LMP2  | G-Drive Racing | 4                                    | 2                                    | 1                                    | –                                    | NU                                   | 5                                    | 67     | 5       |

### Formuła 1
| Rok  | Zespół              | Samochód        | Silnik               | Wyniki w poszczególnych eliminacjach | Wyniki w poszczególnych eliminacjach | Wyniki w poszczególnych eliminacjach | Wyniki w poszczególnych eliminacjach | Wyniki w poszczególnych eliminacjach | Wyniki w poszczególnych eliminacjach | Wyniki w poszczególnych eliminacjach | Wyniki w poszczególnych eliminacjach | Wyniki w poszczególnych eliminacjach | Wyniki w poszczególnych eliminacjach | Wyniki w poszczególnych eliminacjach | Wyniki w poszczególnych eliminacjach | Wyniki w poszczególnych eliminacjach | Wyniki w poszczególnych eliminacjach | Wyniki w poszczególnych eliminacjach | Wyniki w poszczególnych eliminacjach | Wyniki w poszczególnych eliminacjach | Wyniki w poszczególnych eliminacjach | Wyniki w poszczególnych eliminacjach | Wyniki w poszczególnych eliminacjach | Wyniki w poszczególnych eliminacjach | Wyniki w poszczególnych eliminacjach | Punkty | Pozycja |
| ---- | ------------------- | --------------- | -------------------- | ------------------------------------ | ------------------------------------ | ------------------------------------ | ------------------------------------ | ------------------------------------ | ------------------------------------ | ------------------------------------ | ------------------------------------ | ------------------------------------ | ------------------------------------ | ------------------------------------ | ------------------------------------ | ------------------------------------ | ------------------------------------ | ------------------------------------ | ------------------------------------ | ------------------------------------ | ------------------------------------ | ------------------------------------ | ------------------------------------ | ------------------------------------ | ------------------------------------ | ------ | ------- |
| 2022 | Williams Racing     | Williams FW44   | Mercedes AMG F1 M13  | Bahrajn                              | Arabia Saudyjska                     | Australia                            | Emilia-Romania                       | Stany Zjednoczone                    | Hiszpania                            | Monako                               | Azerbejdżan                          | Kanada                               | Wielka Brytania                      | Austria                              | Francja                              | Węgry                                | Belgia                               | Holandia                             | Włochy                               | Singapur                             | Japonia                              | Stany Zjednoczone                    | Meksyk                               |                                      |                                      | 2      | 21      |
| 2022 | Williams Racing     | Williams FW44   | Mercedes AMG F1 M13  | –                                    | –                                    | –                                    | –                                    | –                                    | –                                    | –                                    | –                                    | –                                    | –                                    | –                                    | –                                    | –                                    | –                                    | –                                    | 9                                    | –                                    | –                                    | –                                    | –                                    | –                                    | –                                    | 2      | 21      |
| 2023 | Scuderia AlphaTauri | AlphaTauri AT04 | Honda RBPH RBPTH0001 | Bahrajn                              | Arabia Saudyjska                     | Australia                            | Azerbejdżan                          | Stany Zjednoczone                    | Monako                               | Hiszpania                            | Kanada                               | Austria                              | Wielka Brytania                      | Węgry                                | Belgia                               | Holandia                             | Włochy                               | Singapur                             | Japonia                              | Katar                                | Stany Zjednoczone                    | Meksyk                               |                                      | Stany Zjednoczone                    |                                      | 0      | 22      |
| 2023 | Scuderia AlphaTauri | AlphaTauri AT04 | Honda RBPH RBPTH0001 | 14                                   | 14                                   | 15†                                  | NU                                   | 18                                   | 12                                   | 14                                   | 18                                   | 17                                   | 17                                   | –                                    | –                                    | –                                    | –                                    | –                                    | –                                    | –                                    | –                                    | –                                    | –                                    | –                                    | –                                    | 0      | 22      |